# Cinolazepam
Cinolazepam  (được bán với biệt dược Gerodorm)  là một loại thuốc là một dẫn xuất của benzodiazepine. Thuốc có đặc tính giải lo âu, chống co giật, an thần và cơ xương. Do tính chất an thần mạnh mẽ của nó, nó chủ yếu được sử dụng như một thôi miên.
Thuốc được cấp bằng sáng chế vào năm 1978 và được đưa vào sử dụng y tế vào năm 1992. Cinolazepam không được chấp thuận để bán ở Hoa Kỳ hoặc Canada.